# Computerwelt
Computerwelt ist eine österreichische Fachzeitung für den gesamten Bereich der Informationstechnik und Telekommunikation. Sie erscheint derzeit 14-täglich in einer Auflage von 18.000 Exemplaren und erreichte laut der Österreichischen Media-Analyse 2005 rund 78.000 Leser. Die Zeitung richtet sich an Entscheidungsträger in Unternehmen, für die IT und Telekommunikation eine strategisch entscheidende Rolle spielt. Zusätzlich zur Printausgabe erscheint die COMPUTERWELT auch online und als iPad-Version, ausgewählte Beilagen sind auch als E-Paper frei verfügbar.
Die Zeitung ist nur in ausgewählten größeren Trafiken erhältlich und wird mehrheitlich direkt versendet. Das Format der Zeitung beträgt 228 mm × 300 mm, der Satzspiegel: 208 mm × 272 mm. Beilagen zur Computerwelt sind die Magazine Top 1001 (August), Die IT-Macher (November), und IT-Atlas (Mai). Der Verlag gibt zudem noch das Magazin ComputerPartner sowie das IT-Jahrbuch und das IT-Lexikon heraus. 
Herausgeber und Chefredakteur ist Oliver Weiss. Der Redaktion gehören derzeit 7 Personen an, der gesamte Verlag hat 16 Mitarbeiter.

## Geschichte
Die Computerwelt wurde im Jahr 1987 von Manfred Weiss als Teil der weltweiten Verlagsgruppe International Data Group (IDG) gegründet und erschien im Verlag IDG Communications Verlags GesmbH, die in der Zieglergasse residierte. Im Jahre 1998 begann der Internetauftritt unter der Adresse cw-online.at. Nachdem der Verlag bis 1999 Überschüsse lieferte, war das Geschäftsjahr 2000 ausgeglichen und 2001 ein Verlust. Es wurde daraufhin ein Restrukturierungsprogramm gestartet, und IDG beschloss, sich aus dem operativen Geschäft in Österreich zurückzuziehen.
Im Dezember 2002 übernahm Manfred Weiß von Ralph Peter Rauchfuss die Herausgeberschaft. Manfred Weiß gründete im Jahre 2003 die Info Technologie Verlag GmbH in der ums Eck liegenden Halbgasse und übernahm alle Anteile der Computerwelt als Lizenz-Nehmer der IDG. Bis zum Frühjahr wurde die Chefredakteurin Karin Tzschentke von Klaus Lorbeer abgelöst, der später zusammen mit Edmund Lindau agierte. Seit Anfang 2004 ist der Internetauftritt unter computerwelt.at erreichbar. 2005 ging Lorbeer, und im Frühjahr 2011 übernahm Weiss auch die Chefredaktion.
2014 übernahm Oliver Weiss Herausgeberschaft und Chefredaktion, gleichzeitig änderte sich der Verlag von Info Technologie Verlag GmbH zum CW Fachverlag GmbH, unter Beibehaltung derselben Adresse.
Nach einer Strategieänderung der Muttergesellschaft IDG (nun: Foundry) wurde Weiss wie vielen Franchisenehmern die Lizenz entzogen. Seit Juli 2022 firmiert die Computerwelt daher unter dem Brand „ITWELT“. Der Verlag betreibt das Medienunternehmen seitdem unabhängig von der IDG als ITW Verlag GmbH.